# 昂蒂布主教座堂

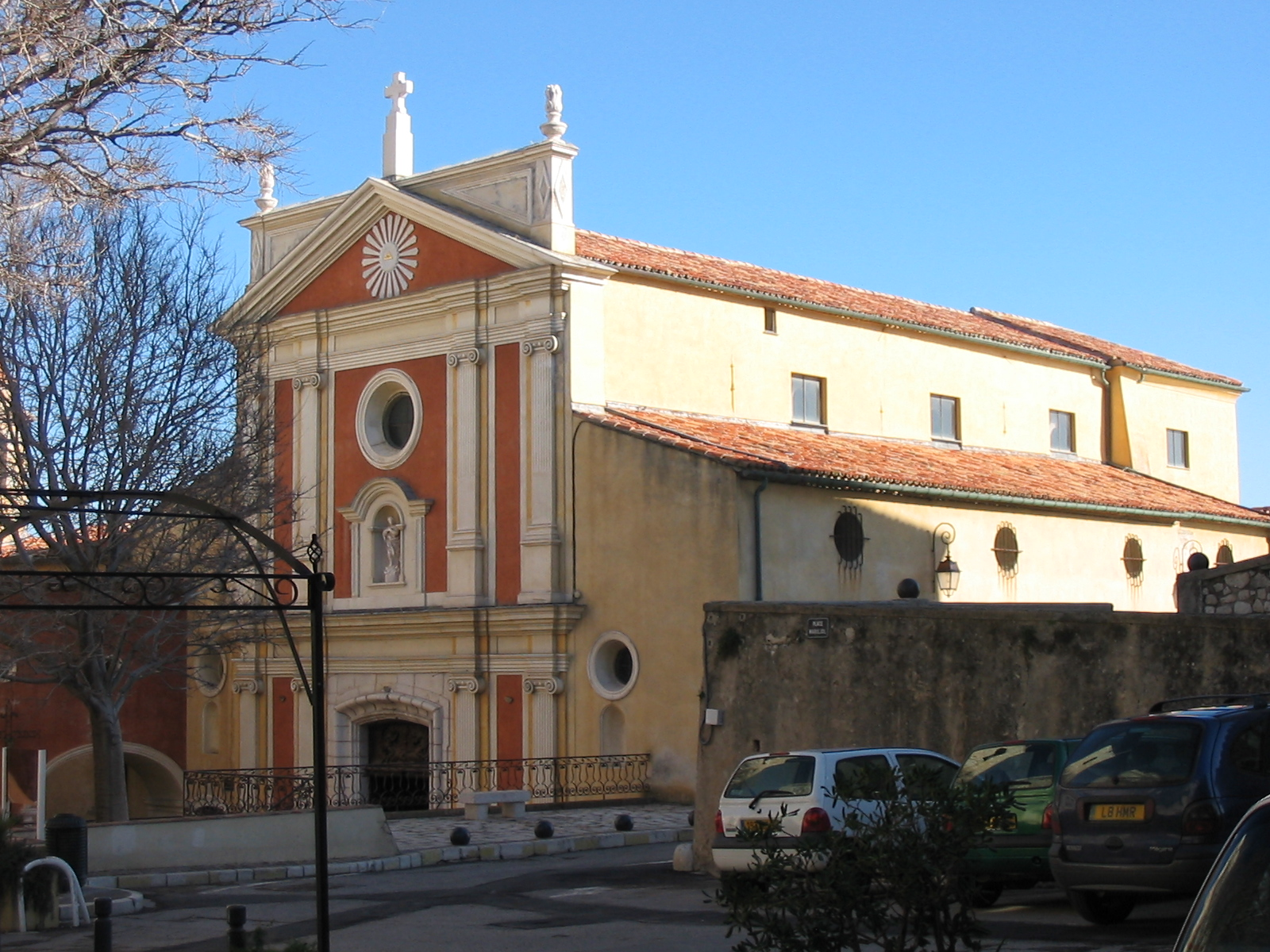
昂蒂布主教座堂

昂蒂布主教座堂（Cathédrale Notre-Dame-de-la-Platea d'Antibes）是一座罗马天主教主教座堂、法国国家文物，位于法国里维埃拉市镇昂蒂布。主教座堂起源于5世纪或6世纪，兴建在异教庙宇遗址上，其痕迹尚可在圣神小堂见到。据传公元63年，保禄在前往西班牙途中，在此被捕。
该堂在1124年遭蛮族摧毁，13世纪初重建。此后该堂历史上又经历多次改建。目前的立面为意大利风格，1747年重建。内部拥有若干文艺复兴以来的杰作：唱经楼15世纪中叶的十架苦像，16世纪的玫瑰圣母小堂。
该堂曾为昂蒂布主教驻地，后来又曾为格拉斯主教驻地。但是在法国大革命之后没有恢复，1801年并入天主教尼斯教区。